# Timex Sinclair 1000

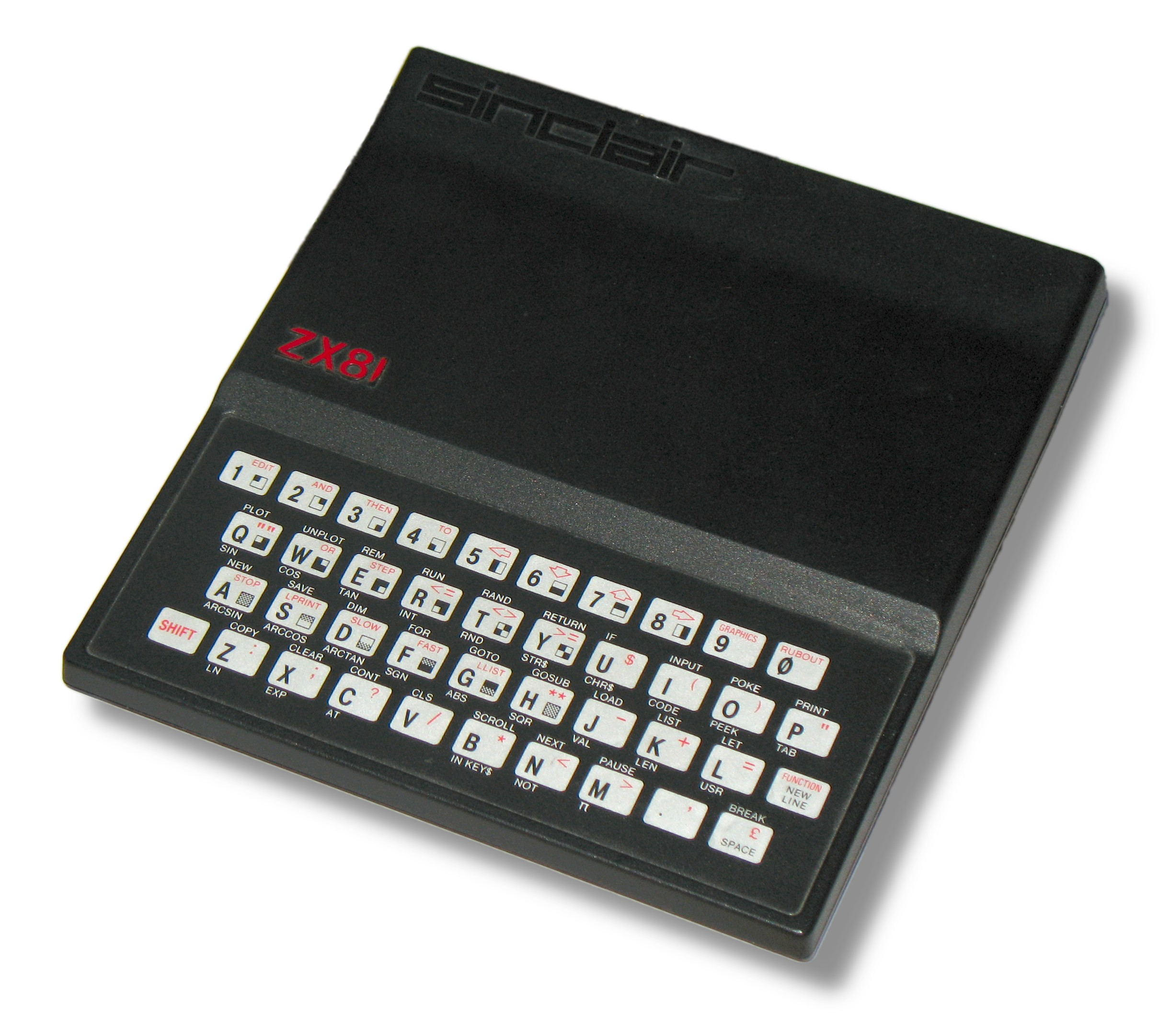
Sinclair ZX81

Timex Sinclair 1000 je americká varianta počítače ZX81 vyráběná společností Timex Sinclair. Na rozdíl od ZX81 je vybaven 2 KiB paměti RAM a jiným TV modulátorem. Hlavním viditelným rozdílem je logo Timex Sinclair místo loga ZX81, jinak jsou počítače vzhledově identické. První počítače Timex Sinclair 1000 obsahovaly desku plošného spoje z počítače ZX81. Tyto verze obsahovaly pouze 1 KiB RAM.. Později byl uveden počítač Timex Sinclair 1500, který má proti Timex Sinclair 1000 paměť o velikosti 16 KiB a je zabudován v obalu s gumovou klávesnicí. V Portugalsku byly vyráběny počítače Timex Sinclair 1000 ve variantě s modulátorem pro normu PAL.
Celý počítač obsahuje pouze 4 integrované obvody. Problémem počítače byly výrobní vady, uvádí se, že jeden ze tří počítačů počítačů byl nefunkční.
Paměť počítače je možné rozšířit pomocí paměťového modulu Timex Sinclair 1016 o 16 KiB na celkem 18 KiB. Po uvedení počítače Timex Sinclair 1500 byl uvedený interface Timex Sinclair 1510, který umožňoval používat paměťové catridge.
K počítači byl dále vyráběn magnetofon Timex Sinclair 2020 a tiskárna Timex Sinclair 2040.

## Hardware[8]
- Procesor: Z80
- RAM: 2 KiB
- ROM: 8 KiB

## Emulátor
Pro MS-DOS byl Jeffem Vavasourem vytvořen emulátor, který emuloval počítač TS1000 s 16 KiB RAM a připojenou tiskárnou TS2040. Emulátor byl vytvořený jako freeware a velikost jeho výkonného kódu je asi 8 KiB. Emulátor nepodporuje kazetové operace, ale podporuje práci se snapshoty. Tiskové příkazy podporovány jsou a emulátor umožňuje tisk na tiskárnách Epson a Proprinter II. Emulátor má vestavěný debugger. Kód vychází z emulátoru počítače TRS-80 Model I stejného autora.